# Onthophagus drumonti
Onthophagus drumonti är en skalbaggsart som beskrevs av Moretto 1999. Onthophagus drumonti ingår i släktet Onthophagus och familjen bladhorningar. Inga underarter finns listade i Catalogue of Life.